# Günter Orban
Günter Orban (* 1947 in Wien) ist ein österreichischer Maler, Bildhauer, Schmuckdesigner, Schriftsteller, Video- und Filmemacher.

## Leben

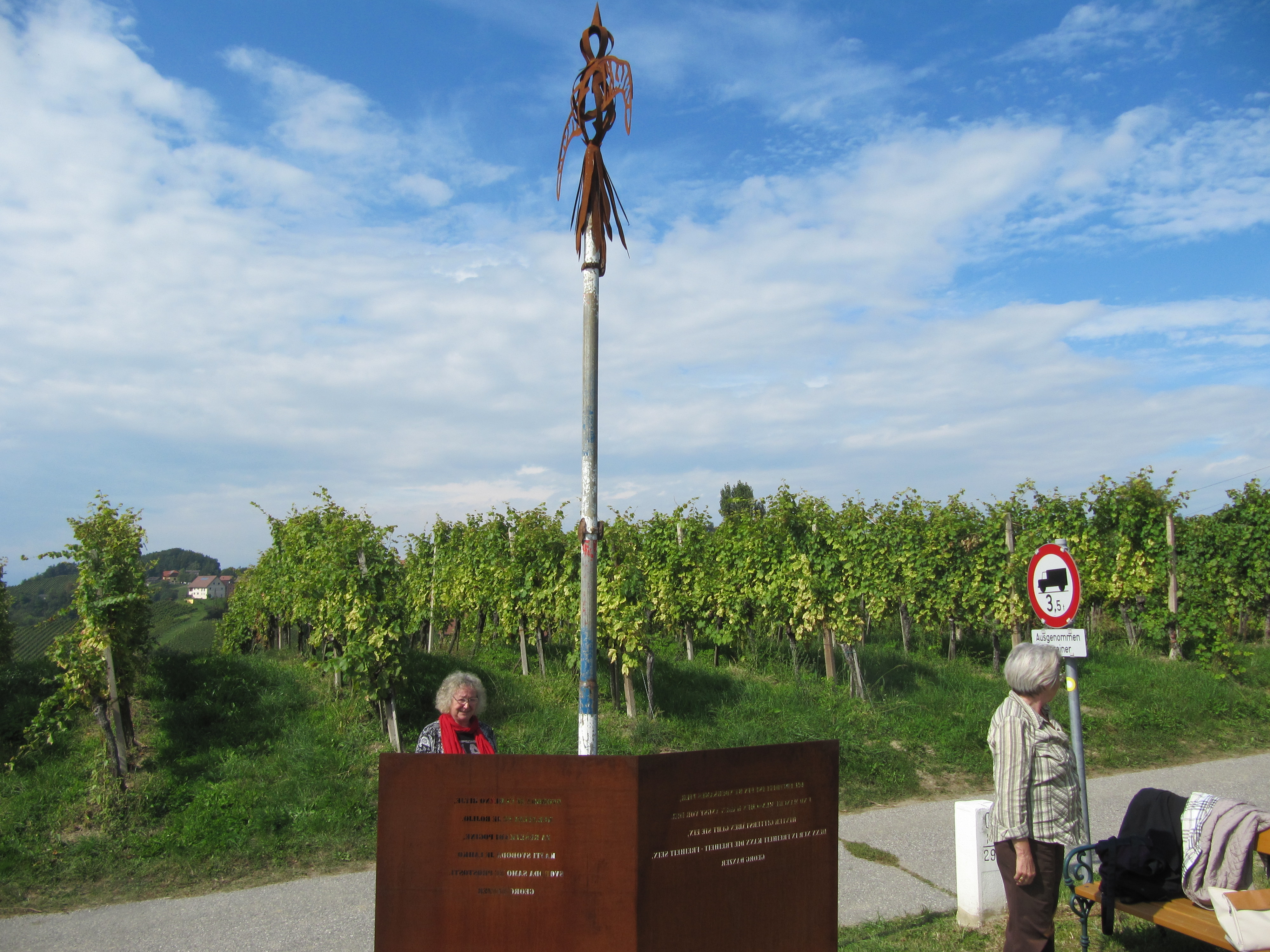
Denkmal Der Freiheitsvogel in Gamlitz (2015) von Günter Orban

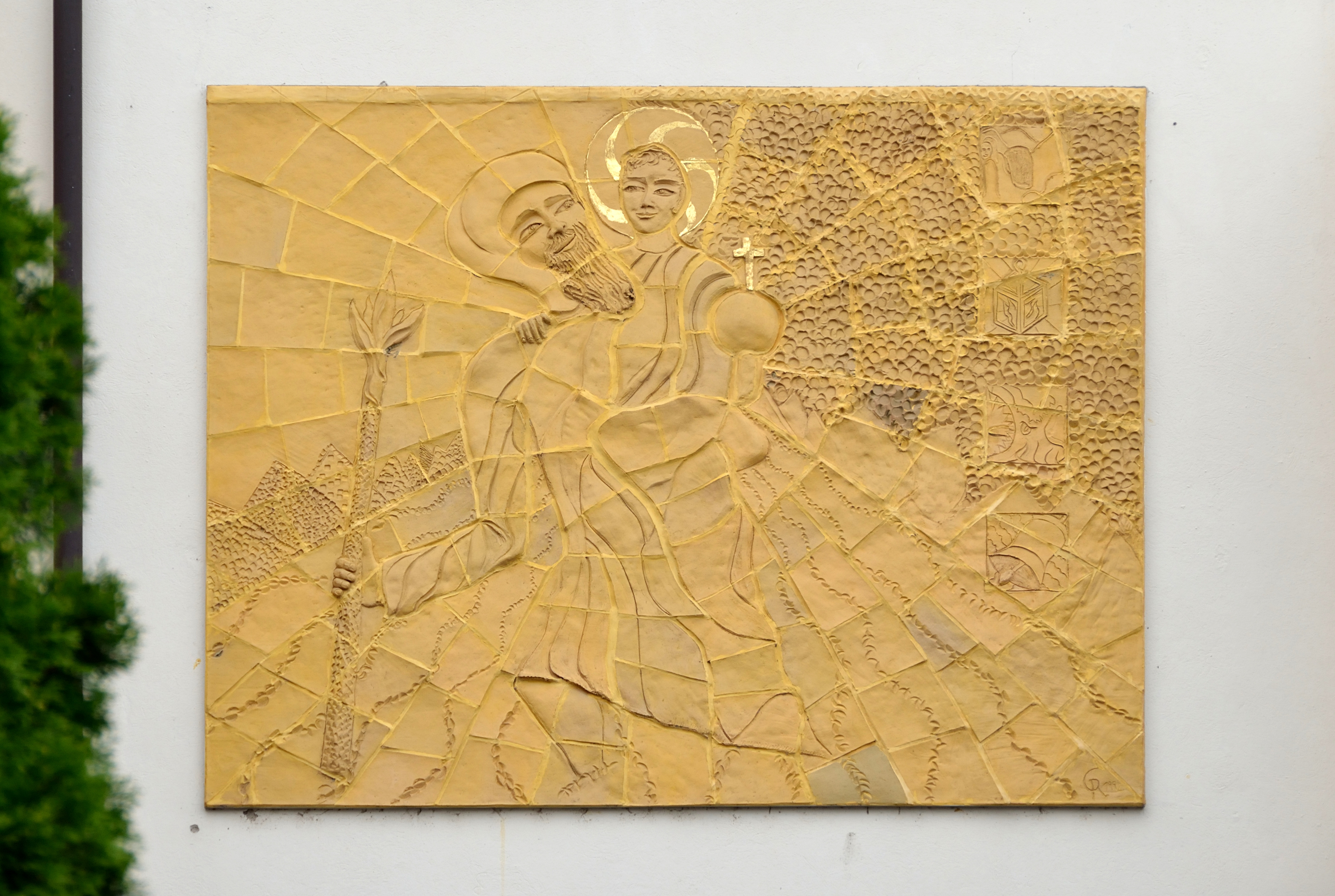
Christophorus-Relief an der Peter- und Paul-Kirche in Gamlitz (1992) von Günter Orban und Ricca Bach

1967 gründete Orban das Underground-Filmkollektiv gruppe rosa-grün-blau, das mit Experimentalfilmen, Multimediashows und filmtheoretischen Manifesten einen Beitrag zur neuen Filmkultur in Österreich leistete. 1970 begann er mit Malerei, Skulptur, Unikatschmuckherstellung und der Restaurierung von Steinfiguren an gotischen Kirchenfassaden in Bayern.
Es folgten Galeriegründungen im Schloss Gamlitz, Stift Säusenstein, in Sernau/Gamlitz und auf der thailändischen Insel Kho Pangan.
Im  Stift Säusenstein (Niederösterreich) schuf er zusammen mit der Bildhauerin und Malerin Ricca Bach das zeitgenössische Interieur mit Kachelofenverkleidungen, Stuckreliefs, Brunnenskulpturen, Prunktreppen, Fayence-Fliesenböden und die moderne Stuckfassade. Mit Senur Banaike, einem srilankesischen Batikkünstler, gestaltete Günter Orban einen großen Bilderzyklus zum Thema Theravada-Buddhismus.
Zusammen mit Ricca Bach entstanden Schattenspiele, Dia- und Filmshows, sowie sogenannte Dualwerke, das sind Skulpturen, an denen beide Künstler gleichzeitig gearbeitet haben.
Für die Steirische Landesregierung produzierte er 1996 zwei Kunstvideos: „memory space“, eine filmische Installation für die Landesausstellung zum Thema Jugendkultur und „Schaff Dir einen Friedensgeist“ zusammen mit Rotraud Perner für die Aktion „Gewaltfreie Steiermark“.
In Indien unterrichtete er von 1998 bis 2001 im tibetischen „Norbulingka institute“ in Dahramshala zeitgenössische Malerei und begann mit den „Rollobildern“, einer Synthese von gegenständlicher und abstrakter Malerei. In dieser Zeit organisierte er in Zusammenarbeit mit dem Österreichischen Botschafter Herbert Traxl Künstlersymposien und Ausstellungen in New Delhi.
Im Jahr 2000 reiste er mit einer österreichischen Künstlerdelegation nach Kirgisistan, um mit dort lebenden Kreativen an einem Kunstsymposion teilzunehmen. Eine kollektive Ausstellung im Museum of Fine Art bewog ihn zur Schenkung seiner dort entstandenen Bilder an das Museum. Zu Ehren der kirgisischen Kunstkritikerin, Akademieprofessorin und Förderin der kirgisischen Kultur Tamara Kasabayev, gründete er die „Orbanstiftung“, einen Wanderring aus Gold, Amethyst und Aquamarin.
2004 gestaltete Günter Orban gemeinsam mit 200 Schülern der Volksschule Darwingasse in Wien die permanente Installation „Taferklasslerstelen“.
In Tadschikistan nahm er 2007 an einer weiteren Künstlerdelegation und einem nationenübergreifenden Symposion teil, an dessen Ende die Ausstellung der dort entstandenen Bilder und Skulpturen sowie eine konzeptuelle Installation im Nationalmuseum in Duschanbe stattfand.
Während eines Arbeitsaufenthalts 2008 in Südindien beginnt er den Roman Die grüne Dagoba – ein spirituelles Abenteuer. welchen er 2010 fertigstellt.
Die Unendlichkeitsbilder, das sind 950 Unikate Acryl auf Karton, entstehen 2009.
Bei einem Arbeitsaufenthalt in Sri Lanka im Jahr 2010 recherchiert Günter Orban für den Roman „DIE GRÜNE DAGOBA“ und erstellt den Bilderzyklus „Bambus“. Gemeinsam mit Helga Michelfeit entwirft er Illustrationen für ein syrisches Kochbuch.
1989 erhielt Günter Orban den Kunstpreis der Stadt Leibnitz für Skulptur. Er ist in Sammlungen der Niederösterreichischen Landesregierung, der Steirischen Landesregierung, im Bundesministerienarchiv, der katholischen Kirche sowie in Finanzinstituten und privaten Sammlungen mit seinen Werken vertreten.

## Ausstellungen
Ca. 200 nationale und internationale Ausstellungen, unter anderen in
- 2000 Kirgisistan, Museum of Fine Art
- 2001 im österreichischen Parlament („Lyrikpaintings“)
- 2007 Tadschikistan, Nationalmuseum Duschanbe